# 409. strelska divizija (ZSSR)
409. strelska divizija (izvirno rusko 409. стрелковая дивизия; kratica 409. SD) je bila strelska divizija Rdeče armade v času druge svetovne vojne.

## Zgodovina
Divizija je bila ustanovljena leta 1941.